# Hundshübel
Hundshübel ist ein Ortsteil der kreisangehörigen Gemeinde Stützengrün im sächsischen Erzgebirgskreis.

## Lage
Hundshübel liegt auf einer Höhe von ca. 600 m am Nordufer der Talsperre Eibenstock im Erzgebirge an der B 169. Der Ort liegt nach der Naturraumkarte von Sachsen in der Mesogeochore „Hochflächen bei Schneeberg“ und gehört zur Mikrogeochore „Filzteich-Hochfläche“. Nördlich des Orts befindet sich der Hartmannsdorfer Forst.

## Geschichte

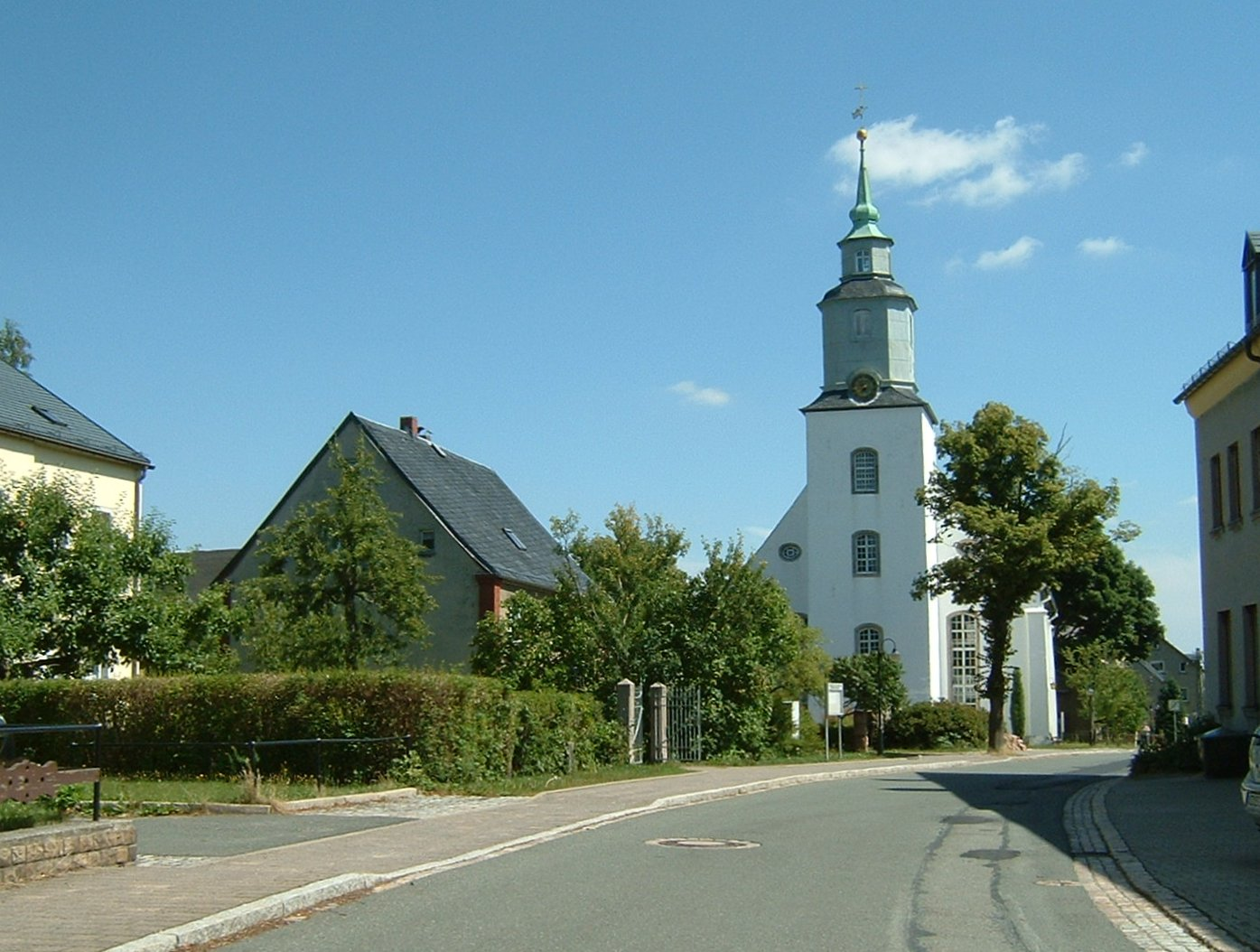
Ortsmitte mit Kirche

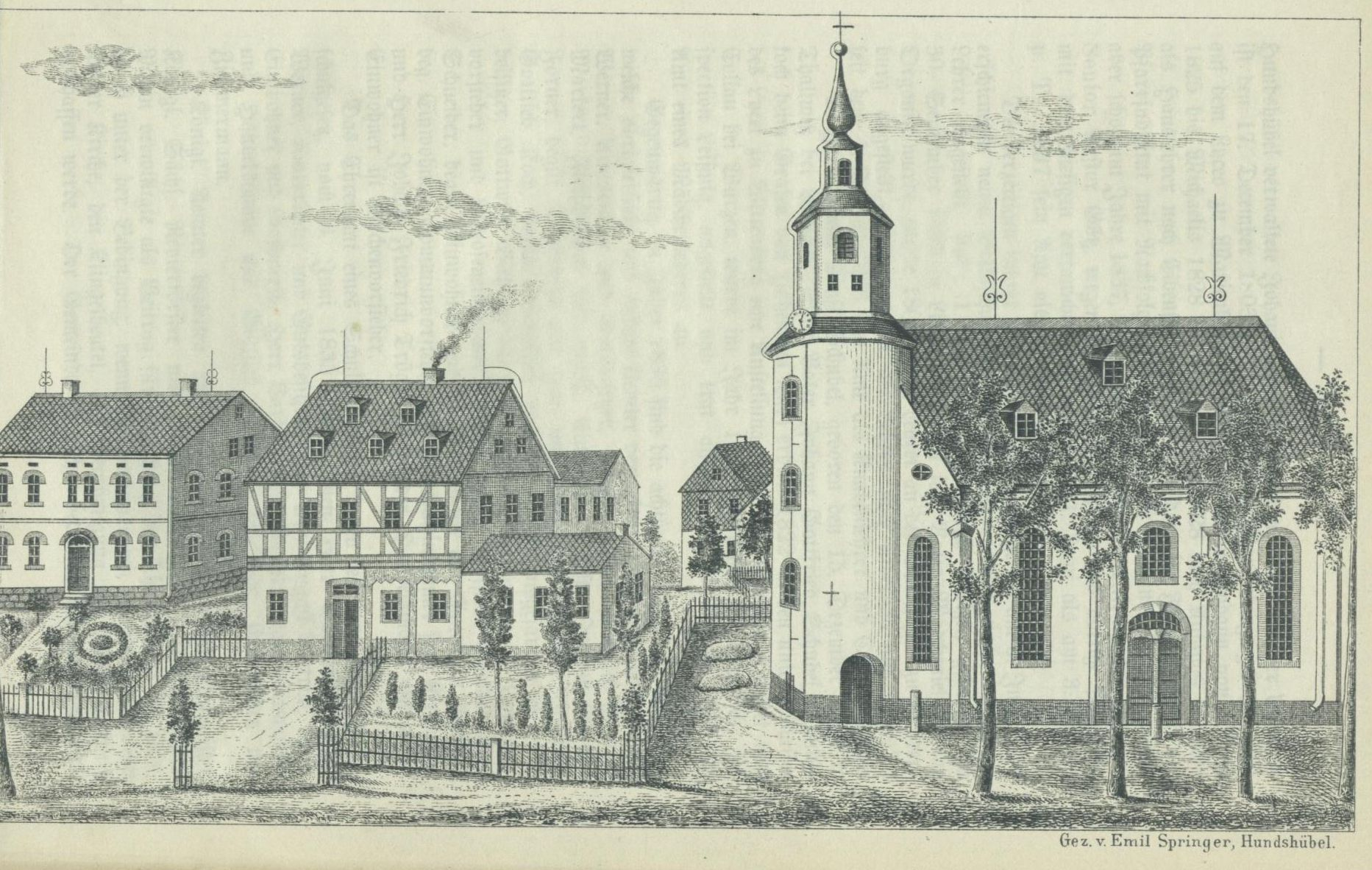
Kirchplatz, Abbildung in Karl Friedrich Schreyer: Chronik des Kirchdorfes Hundshübel, 1889

Im Jahre 1533 wird Hundshübel – damals Hundesudell genannt – zum ersten Mal urkundlich erwähnt, als die Gegend von der Familie Tettau an die Wettiner verkauft worden ist. Am Anfang der Ortsentstehung gab es ca. zehn bäuerliche Familien. Diese kamen größtenteils aus Eibenstock und wurden deshalb zunächst auch von dort kirchlich versorgt. 1536 war die Zahl der Bauern auf 15 und 1563 auf 22 gestiegen. Nach der Übernahme der Herrschaft Schwarzenberg durch Kurfürst Johann Friedrich I. von Sachsen verbreitete sich die neue evangelische Lehre, die anfangs nur zögerlich Verbreitung fand, rasch aus. August Schumann nennt 1817 im Staatslexikon von Sachsen die Erwerbszweige betreffend: 

„Die Einwohner haben einigen Feldbau und Viehzucht, viele nähren sich vom Spitzenklöppeln, vom Bergbau, von Holzarbeit, vom Fuhrwesen. Es wird gute Stellmacherarbeit daselbst verfertigt. Einige Spitzenhandlungen und Verleger beziehen die Messen zu Leipzig und Braunschweig. Mit Eisenartikeln aller Art werden hier gute Geschäfte gemacht.“

Am 1. Januar 1999 wurde Hundshübel nach Stützengrün eingemeindet.

## Entwicklung der Bevölkerungszahl
| Jahr    | Einwohnerzahl                                        |
| ------- | ---------------------------------------------------- |
| 1550/51 | 12 besessene Mann, 10 Häusler, 4 Inwohner, 13½ Hufen |
| 1764    | 51 besessene Mann, 40 Häusler, 3½ Hufen              |
| 1834    | 1163                                                 |
| 1871    | 1371                                                 |
| 1890    | 1340                                                 |

| Jahr | Einwohnerzahl |
| ---- | ------------- |
| 1910 | 1688          |
| 1925 | 1625          |
| 1939 | 1619          |
| 1946 | 1654          |
| 1950 | 1793          |

| Jahr | Einwohnerzahl |
| ---- | ------------- |
| 1964 | 1662          |
| 1990 | 1310          |
| 1998 | 1251          |

## Religion
In Hundshübel gibt es eine evangelisch-lutherische Kirchgemeinde, welche zum Kirchenbezirk Aue gehört. Der Ort gehörte von 1533 an kirchlich zu Eibenstock und von 1545 bis 1769 an zu Bärenwalde. Im Jahre 1770 bekam Hundshübel einen eigenen Pfarrer. 1784 begann der Bau eines neuen Gotteshauses.
Die Landeskirchliche Gemeinschaft Hundshübel gehört zum Gemeinschaftsbezirk Auerbach/Vogtl.

## Sehenswürdigkeiten

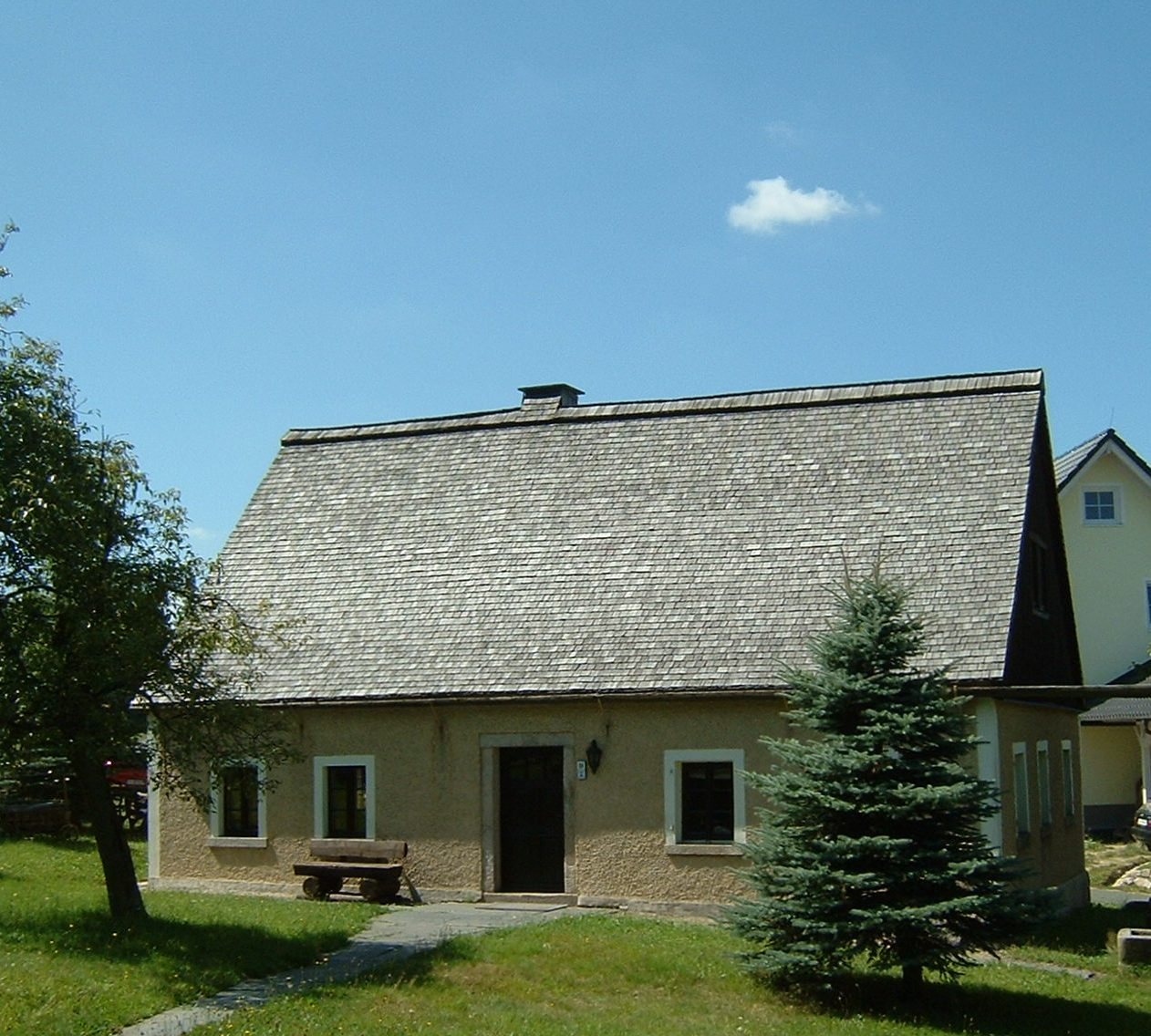
Nadlerhaus

- Die einschiffige Kirche mit einer Holzdecke wurde 1784–1788 anstelle eines Baus aus der zweiten Hälfte des 16. Jahrhunderts[9] errichtet, der alte Turm blieb erhalten.[10] Richard Steche nennt sie „architekturlos“, stellt aber das Taufbecken aus Messing von um 1500, den hölzernen Taufstein, der die Jahreszahl 1792 trägt und noch im Rokokostil gearbeitet sei, sowie einen kupfernen Kelch von 1760 als „gute Rococo-Arbeit“ heraus.[10]
- Nadlerhaus, ein ehemaliges erzgebirgisches Tagelöhnerhaus beinhaltet eine Heimatstube mit Museumscharakter.[11]
- Rasurmuseum mit 2000 Ausstellungsstücken zur Kultur des Rasierens[12]
- Originalreststück und Nachbildung einer kursächsischen Ganzmeilensäule am Ortsausgang Richtung Schneeberg (zur B 169), Abzweig Marienweg
- Wanderwege rund um die Talsperre, zwei Kneippanlagen und ein Skihang mit Liftanlage bilden touristische Anziehungspunkte.

## Wirtschaft und Infrastruktur
Bis zur Neutrassierung der Bundesstraße 169 im Jahre 2010 verlief diese Straße durch den Ort. Um eine eventuelle Verschmutzung der Talsperre Eibenstock im Bereich der Vorsperre bei Hundshübel zu verhindern, wurde die alte Trasse für den Verkehr gesperrt und die Straße Richtung Lichtenau verlegt. Seitdem ist Hundshübel nicht mehr direkt aus Richtung Schneeberg zu erreichen, was bei den Bürgern für heftige Proteste sorgte.
In Hundshübel gibt es eine Freiwillige Feuerwehr.
Mühle, eine überregional sehr bekannte Firma stellt hochwertige Rasierpinsel und weiteres Rasierzubehör her. Sie sieht sich als „weltweit führenden Anbieter hochwertiger Accessoires für die Nassrasur“, hat einen Laden in Berlin und zwei Läden in London.
Der Internationale Bergwanderweg der Freundschaft Eisenach–Budapest führt, vom Kuhberg über Stützengrün her kommend und sich in Richtung Tal der Zwickauer Mulde wendend, durch Hundshübel.

## Persönlichkeiten

### Ehrenbürger
- 1933: Adolf Hitler (1889–1945), Reichskanzler[19]

### Söhne und Töchter der Gemeinde
- Heinz Rosner (* 1939), Motorradrennfahrer und Unternehmer